# Buchdruck

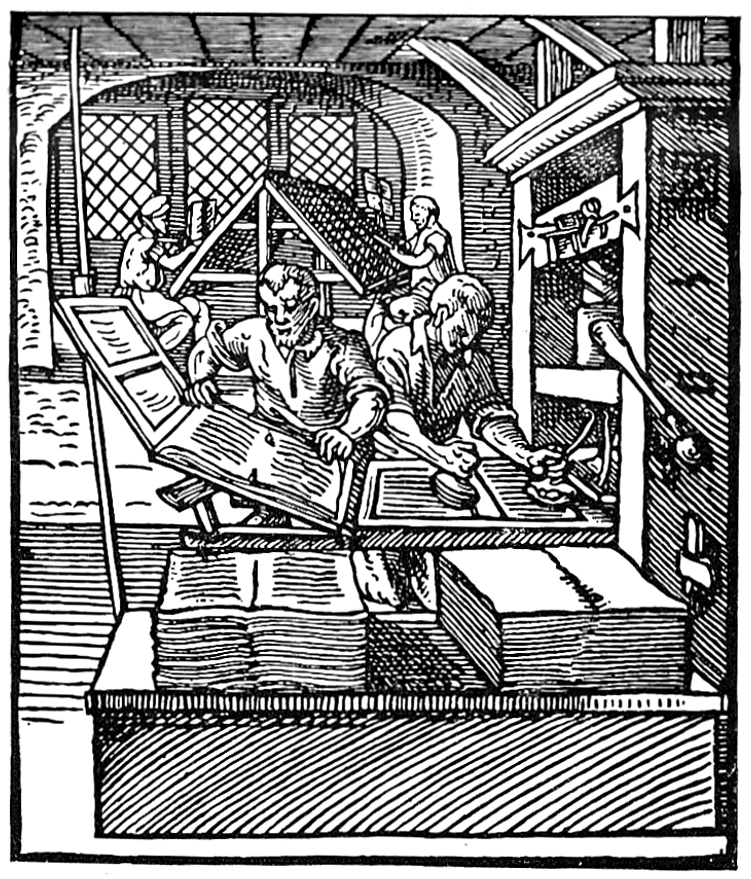
Buchdruck im 16. Jahrhundert

Der Buchdruck, historisch auch Buchdruckerkunst genannt, ist ein mechanischer Prozess zur Herstellung von Büchern. Beim Buchdruck werden Schriften und Bilder in großer Anzahl auf Papier oder einer anderen ebenen Fläche reproduziert. Vor der Erfindung des Buchdrucks wurden Bücher als Handschriften (Manuskripte) hergestellt und kopiert. Im Mittelalter geschah dies fast ausschließlich in den Skriptorien der Klöster.
In Ostasien gab es bereits im 8. Jahrhundert gedruckte Werke. Der moderne Buchdruck mit den auswechselbaren Lettern einer Satzschrift in einer Druckpresse (Typendruck), der die flexible, relativ kostengünstige und schnelle Erstellung größerer Auflagen ermöglichte, wurde in Europa um 1440 von Johannes Gutenberg erfunden. Der Buchdruck ist Teil der Verlagsherstellung.

## Geschichte des Buchdrucks
Die Technik des Buchdrucks entwickelte sich in Asien und Europa zunächst unabhängig voneinander. Die fernöstliche Tradition endete jedoch im 19. Jahrhundert mit der Übernahme westlicher Druckerpressen.

### Früher Buchdruck in Asien
Am 11. Mai 868 wurde die erste Druckversion des Diamant-Sutra in China mittels Holztafeldruck (auch Holzblockdruck) hergestellt. Jedes Zeichen wurde dabei spiegelverkehrt in einen Holzstock geschnitten, indem man das umgebende Holz entfernte. Es entstanden erhabene Linien, die eingefärbt und auf Papier abgerieben den gewünschten Text abdruckten. Dieses Hochdruckverfahren des klassischen Buchdrucks wurde in China bis Ende des 19. Jahrhunderts verwendet. Obwohl die ersten schriftlichen Zeugnisse über den chinesischen Buchdruck erst aus dem Jahr 1324 stammen, erfand der chinesische Schmied Bi Sheng bereits um 1040 bewegliche Druckstempel aus Keramik.
Das koreanische Jikji wurde im Jahr 1377 mit Lettern aus Metall gedruckt. Es ist damit das älteste erhaltene Buch, das mit dieser Technik gedruckt wurde. Der Buchdruck mit beweglichen Lettern in Fernost wurde jedoch nur sporadisch verwendet, blieb als arbeitsintensiver Reiberdruck unter den technischen Möglichkeiten der Zeit und verschwand mit Einführung der westlichen Drucktechnik im 19. Jahrhundert schließlich ganz.

### Johannes Gutenberg

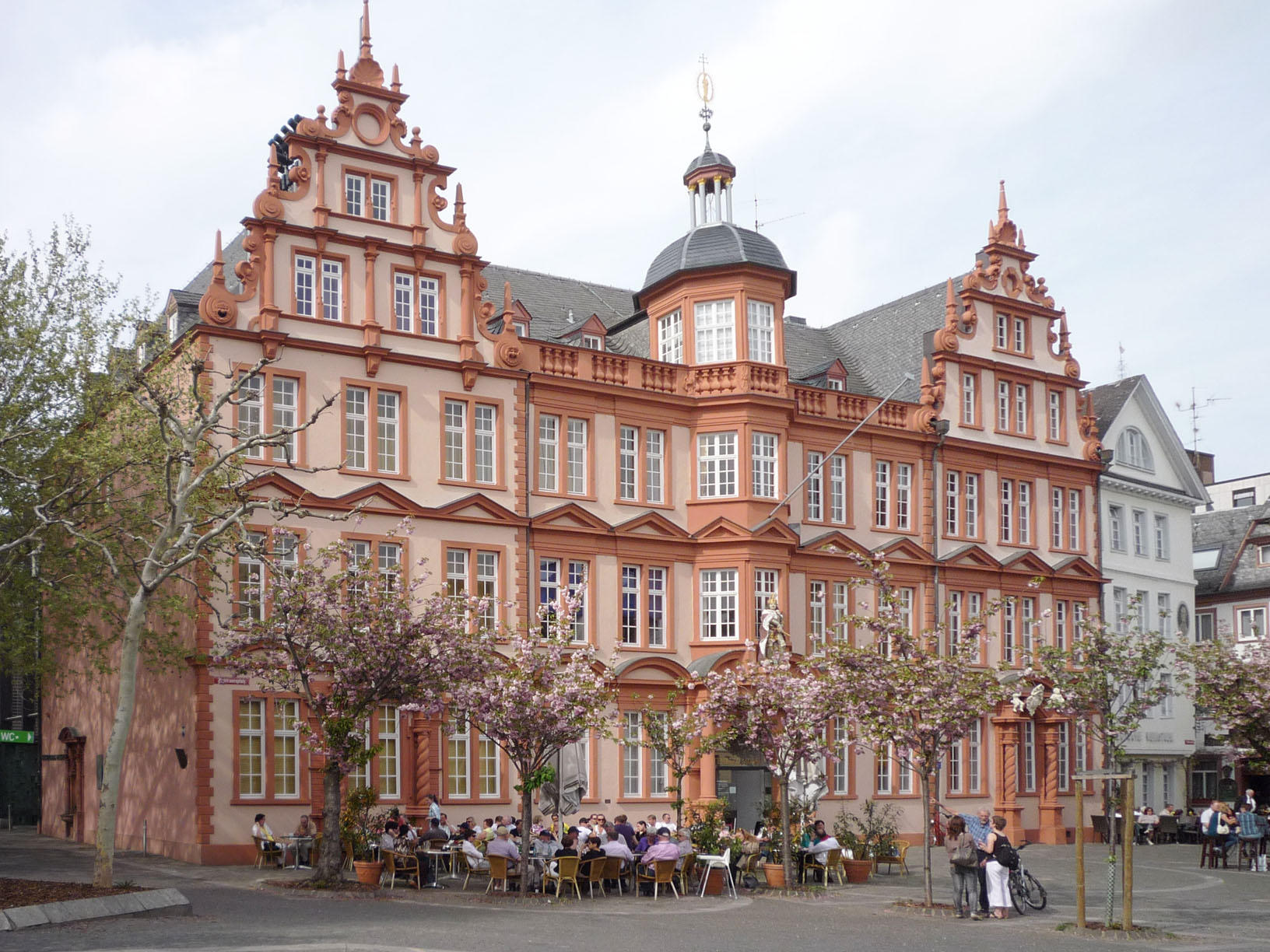
Gutenberg-Museum in Mainz

Die Erfindung des modernen Buchdrucks geht auf den Mainzer Goldschmied Johannes Gutenberg zurück. Er entwickelte eine Reihe von Verfahren und Geräten, die zusammen einen effizienten Buchdruck mit beweglichen Lettern ermöglichten (siehe Gutenbergs Druckverfahren):
- Prinzip der beweglichen Lettern
- Handgießinstrument für den Guss der metallenen Lettern
- Weiterentwicklung der Spindelpresse zur Druckpresse
- Setzkasten und Winkelhaken
- Verbesserung der Druckfarbe

Gutenbergs Druckverfahren löste einerseits das manuelle Kopieren von Büchern ab, andererseits verdrängte es bald die herkömmliche Herstellung von Blockbüchern mittels Blockdruck. Das Setzen der vorgefertigten Lettern war viel einfacher und schneller als die Herstellung von Druckplatten für den Blockdruck. Der von Gutenberg erfundene Buchdruck mit beweglichen Lettern und Druckpresse machte das Buch zu einem Massenartikel, da Bücher für eine breitere Allgemeinheit erschwinglich wurden.

### Ausbreitung des Buchdrucks

Verbreitung des Buchdrucks im 15. Jahrhundert

Im 15. Jahrhundert breitete sich die Erfindung des Buchdrucks von Mainz ausgehend sehr schnell aus (Jahreszahlen gemäß dem Incunabula Short Title Catalogue der British Library).
Noch zu Lebzeiten von Johannes Gutenberg entstanden weitere Druckereien im Heiligen Römischen Reich Deutscher Nation und in Italien: Bamberg (1457, Albrecht Pfister), Straßburg (um 1460 Johannes Mentelin), Subiaco (1465), Köln (1465) und Rom (1467).
Die erste Druckerei in der Schweiz wurde um 1468 in Basel gegründet, die erste französische 1470 in Paris. Der Buchdruck erreichte 1473 Spanien und England, 1482 Österreich (Wien).
Im Jahr 1500 gab es bereits rund 270 Druckorte, von denen mehr als 60 im Heiligen Römischen Reich Deutscher Nation lagen.

### Frühe Buchproduktion in Europa

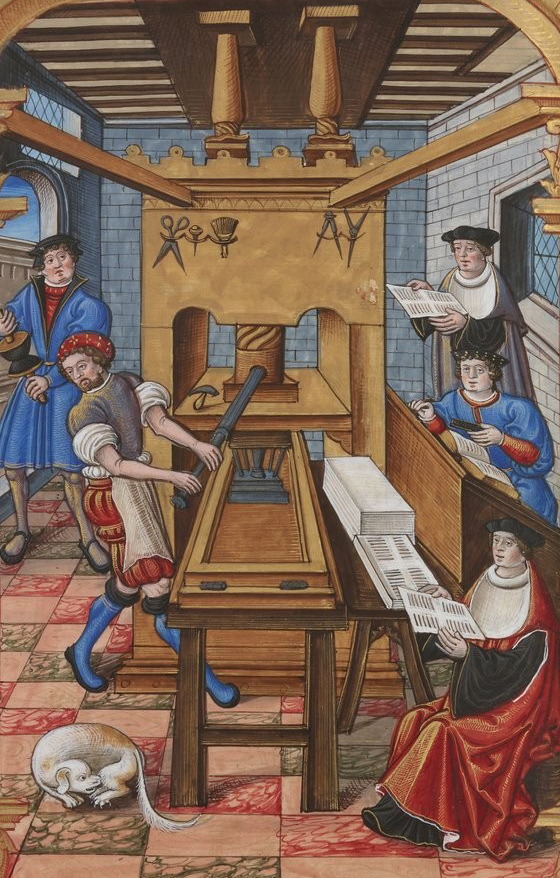
Buchdruck im 15. Jahrhundert

Zunächst wurden Bücher (Bibeln, Fachliteratur und Belletristik), daneben auch kleinere Texte wie Ablassbriefe, Kalender, Donate gedruckt. Das erste Druckwerk nach der Bibel war ein aus deren Lettern gefertigter Aderlass-Kalender für 1457. In der Frühdruckerzeit wurden durchschnittliche Auflagen von 150 bis 250 Exemplaren erreicht. Etwa 77 % aller Inkunabeln erschienen in lateinischer Sprache.
Die Zunft der Buchdrucker führt das Buchdruckerwappen, von dem die Buchdruckermarken der einzelnen Betriebe und Druckereien zu unterscheiden sind. Bevor sich das Lektorat etablierte, war es üblich, mit öffentlichen Aushängen von Vorab-Aushängen (Aushängebogen) die Öffentlichkeit bei der Suche von Druck- und Satzfehlern aufzufordern und auf das spätere Druckerzeugnis werblich hinzuweisen. Im 16. Jahrhundert bildete der Druck der Schriften Martin Luthers fast ein Drittel der gesamten Auflage.
Das Aufkommen des Buchdruckes führte zu einer Umstrukturierung der Werkstätten. Im Laufe der Zeit entstanden Großbetriebe wie der von Anton Koberger in Nürnberg. Dieser beschäftigte bis zu 100 Arbeiter an 24 Pressen. Nun wurden Facharbeiter verschiedener Berufe notwendig. Eine neue Art des intellektuellen Austausches wurde möglich. Der Drucker führte alle ausgeführten Arbeiten zusammen. Sein Aufgabenbereich war die Beschaffung von Geld und die für den Druck benötigten Komponenten. Er stellte Arbeiter ein, verschaffte sich einen Überblick über den Buchmarkt und gab Rundschreiben und Flugblätter heraus. Zu Beginn musste der Drucker auch für den Absatz seiner Produkte sorgen, was später die Buchführer übernahmen. Schon früh setzte eine Arbeitsteilung zwischen der technischen Abteilung und der Finanzierung ein.

### Buchdruck in arabischer Schrift
Die ersten Drucke mit beweglichen Lettern in arabischer Schrift erschienen im 16. Jahrhundert in Venedig, doch war die Technik ungeeignet für die Darstellung der kunstvollen Schrift mit ihren vielen Ligaturen und Oberlängen, so dass sich ein unästhetischer, oft wohl auch unleserlicher Eindruck ergab. Der osmanische Sultan Ahmed III. erlaubte 1727 zwar İbrahim Müteferrika die Einrichtung einer Druckerei, verbot aber den Druck religiöser Schriften des Islam. Jedoch wurden Bücher in armenischer oder hebräischer Schrift gedruckt. Das Verbot wurde bis 1803 befolgt und hatte erstens zur Folge, dass der Druck islamischer – im Gegensatz zu christlichen – Schriften erst ab 1817 Aufschwung erhielt; zweitens verzögerte es die Übersetzung westlicher wissenschaftlicher Literatur in die arabische Sprache, und schließlich beschränkte es die Zahl der Exemplare von Büchern arabischer oder türkischer Autoren erheblich, obwohl in Konstantinopel Zehntausende von Schreibern beschäftigt waren. Massenauflagen wurden erst durch die Erfindung der Lithographie durch Aloys Senefelder ermöglicht, da damit z. B. der Koran in Handschrift gedruckt werden konnte. In dieser Zeit entstanden im Orient mehrere Druckereien.

### Technische Weiterentwicklung
Bis zum Ende des 19. Jahrhunderts blieb das Verfahren des Setzens von Hand mit beweglichen Lettern unverändert. Erst mit der Einführung praxisgerechter Setzmaschinen (hierzu zählte ab 1886 speziell die Linotype-Setzmaschine) änderte sich vor allem für Zeitungen und Bücher das bisherige Setzverfahren. Mit Bleisetzmaschinen ließ sich Text schneller und in unbegrenzter Menge für den Druck auf aktuellen Hochdruck-Druckmaschinen herstellen. Eine Kombination von bisherigen Einzellettern (z. B. für Überschriften) und Setzmaschinen-Textzeilen war ohne Einschränkung möglich.
Heute werden Bücher auf Buchdruckmaschine meistens im Offsetdruckverfahren gedruckt, selten im Tiefdruckverfahren. Letzteres wird meistens für Zeitschriften und Versandhauskataloge verwendet. Das neueste Verfahren (Stand 2007) ist der Digitaldruck. Während beim Offsetdruck noch Druckplatten (Druckvorlagen) produziert werden, verzichtet man bei Digitaldruckverfahren völlig auf die Herstellung von (physischen) Druckvorlagen. Diese Techniken schaffen die Voraussetzungen für das „Book-on-Demand“-Verfahren.
Die Nachhaltigkeitsberichterstattung in der Druckbranche wird durch die neue CSRD-Richtlinie der EU und die damit verbundenen europäischen Nachhaltigkeitsberichtsstandards (ESRS) maßgeblich beeinflusst. Diese verpflichten Unternehmen ab einer bestimmten Größe zur Erstellung eines Nachhaltigkeitsberichts, der Informationen über ihre ökologischen, sozialen und unternehmerischen Auswirkungen offenlegt. Entsprechend wird in der Druckbranche zunehmend auf einen energie- und ressourceneffizienten Buchdruck geachtet. Dies geschieht vornehmlich durch den Bezug von Ökostrom, den Einsatz von Recyclingpapier und den Verzicht auf mineralölhaltige Farben sowie durch CO2-Kompensation.

## Technik der klassischen Buchdruckkunst

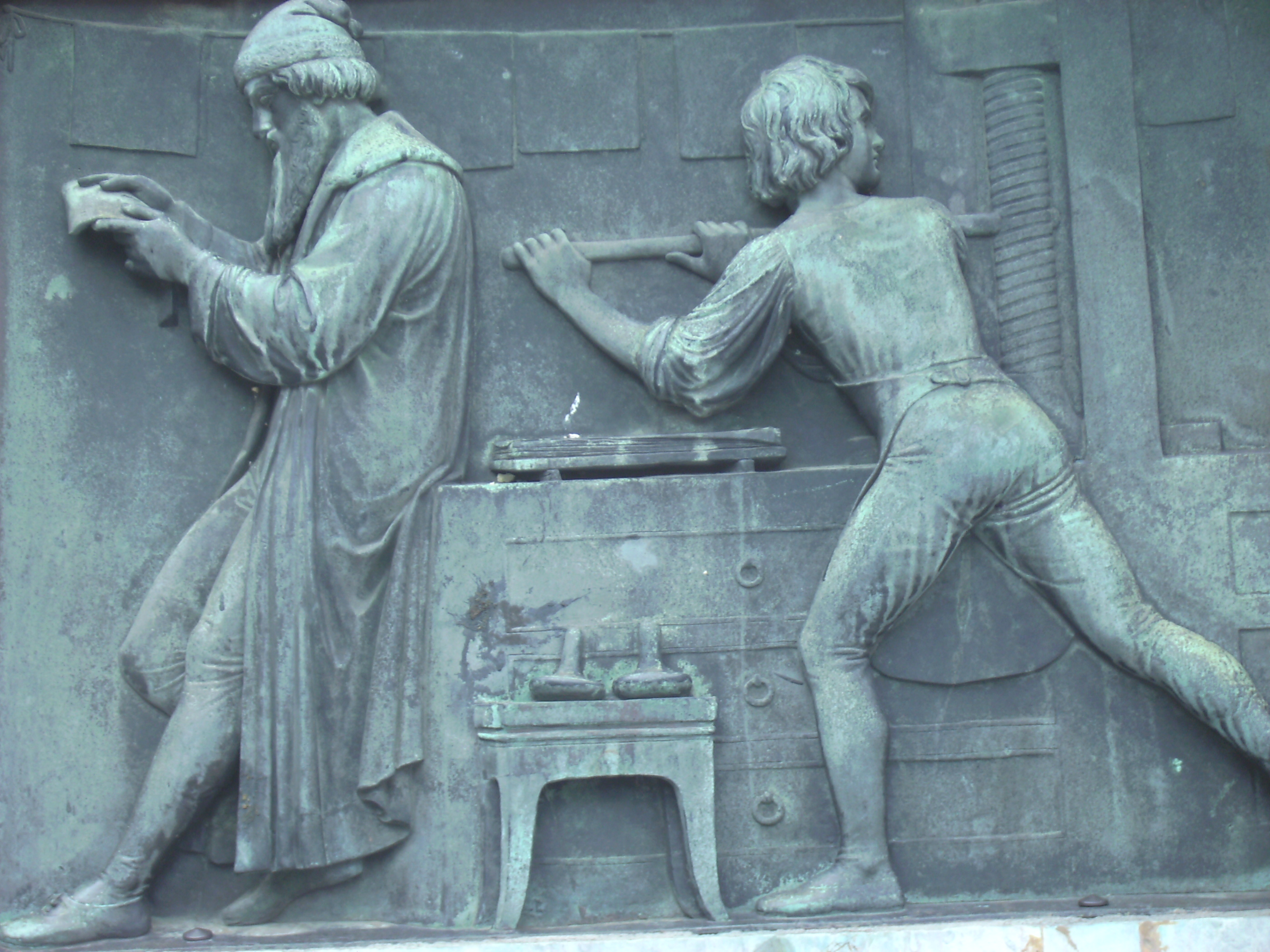
Arbeit an der Druckpresse. Relief am Gutenberg-Denkmal in Mainz.

Die zum Betrieb der Buchdruckkunst erforderlichen Typen oder Lettern werden in verschiedene Gruppen Fraktur-, Antiqua- und Kursivschrift mit den dazugehörigen Interpunktions- und sonstigen Zeichen (Sternchen, Paragraphen etc.) eingeteilt. Die Verschiedenartigkeit und die Reichhaltigkeit der Typen sind außerordentlich. Man unterscheidet sie nach ihrer Gattung in Brot- und Zierschriften sowie nach ihrer Zeichnung in gotische, Fraktur, Grotesk- etc. Schriften. Ferner werden sie nach ihrer Kegelgröße unterschieden, etwa 8 Punkt oder 24 Punkt. Zu den Schriften gehört auch der Ausschluss, das sind Metallstückchen ohne Schriftbild. Diese sind etwa ein Fünftel niedriger als die eigentlichen Typen (Spatien, Viertel-, Drittel-, Halbgevierte, Gevierte, Quadrate). Sie dienen zur Trennung der Wörter, zum Ausfüllen leerer Zeilen etc. Ähnlichen Zwecken dient der Durchschuss, Metallplättchen von ein bis zehn typographischen Punkt Stärke und in genormten Längen bei 54 Punkt Höhe, oft aber auch von der ganzen Breite der Zeilen (Regletten). Man durchschießt damit den Zeilensatz, das heißt man legt die Regletten zwischen die Zeilen, welche dann auseinandergerückt werden. Der physische Ablauf des Druckens mit einzelnen Lettern kann als typographischer Kreislauf bezeichnet werden.

### Form und Ablage von Typen
Jede Type trägt an der Vorderseite, in Finnland und Frankreich an der Rückseite, ihres Körpers eine Einkerbung, die Signatur, zum sofortigen richtigen Erfassen der Type. Da diese Einkerbungen verschieden sind für die unterschiedlichen, oft aber doch sehr ähnlichen Typengattungen, so erleichtern sie auch deren Unterscheidung. Ein Durcheinander von Typen verschiedener Schriftgattungen oder auch verschiedener Typen ein und derselben Gattung wird als „Zwiebelfische“ bezeichnet.
Die für Werk- und Zeitungssatz bestimmten Typen liegen in hölzernen Setzkästen mit etwa 116 Fächern für Fraktur (Deutsch) und 125 für Antiquaschriften, etwa für Lateinisch, Englisch, Französisch und andere. Die größere Fächerzahl wird bedingt durch Accentbuchstaben. Die orientalischen Sprachen und der Satz von Musiknoten, mathematischen und chemischen Formeln erfordern Kästen mit noch mehr Fächern. Die Größe der Fächer ist dem mehr oder minder häufigen Vorkommen der Buchstaben angepasst, und auch deren Lage im Kasten richtet sich danach. Der Setzkasten ruht etwa in Brusthöhe auf einem pultartigen Gestell, dem Setzregal, das mit Fächern zum Einschieben der Kästen versehen ist.

### Verwendung der Typen, das Setzen
Vor dem Regal steht der Schriftsetzer. Er hält in der linken Hand den Winkelhaken aus Metall, der eine Art nach zwei Seiten offenes, flaches Kästchen mit verstellbarer linker Seitenwand bildet, in welches der Setzer mit der rechten Hand die Typen aus den Fächern führt und zu Zeilen zusammenstellt. Der Winkelhaken war früher oft aus Holz und mit Metall ausgelegt. Das Manuskript wird von dem Manuskripthalter gehalten, bestehend aus einem Holz- oder Metallstab (Tenakel) mit einer Art Gabel (Divisorium). Der Halter mit dem Text ist dabei für den Setzer bequem sichtbar auf den Setzkasten aufgesteckt. Ist eine Zeile gefüllt, so muss sie ausgeschlossen werden, das heißt, sie muss die genau dem jeweiligen Format entsprechende Breite erhalten und mäßig fest im Winkelhaken sitzen. Das wird entweder durch Verringerung der Wortzwischenräume erreicht, um überschießende Wortteile noch in den Raum der Zeile zu bringen, oder die Wortzwischenräume werden durch Hinzufügen von Ausschließungen verbreitert. Von der Regelmäßigkeit und Sorgfalt, mit der diese Arbeit ausgeführt wird, hängen das gute Aussehen und die Lesbarkeit des Satzes nach dem Druck wesentlich ab. Während des Ausschließens wird die Zeile korrekturgelesen.
Ist die Zeile vollendet, wird die dünne Platte aus glattem Metall, die Setzlinie, welche ihr bisher als Unterlage diente, darunter hervorgezogen und darübergelegt und mit dem Setzen so lange fortgefahren, bis der Winkelhaken mit Zeilen gefüllt ist. Diese werden dann sämtlich auf einmal aus-gehoben, d. h. auf ein Schiff gehoben. Das Schiff ist ein, auf zwei oder drei Seiten mit einem erhabenen Rand versehenes winkelrechtes Brettchen oder eine Zinkplatte. Zum Ausheben werden alle Zeilen im Winkelhaken mit beiden Händen gleichmäßig fest zusammengedrückt und im Block auf das Schiff gesetzt, bis die zur Bildung einer Spalte oder Seite (Kolumne) oder auch eines Pakets nötige Zeilenzahl erreicht ist. Seitlich und auf ihren Fuß legt der Setzer, zur Erzielung eines sichereren Halts der Typen, einen Unterschlag, bestehend aus Quadraten oder seitenbreiten Metallklötzchen. Nach Fertigstellung der Seite umwindet er das Ganze etwa dreimal mit einem festen Bindfaden, der Kolumnenschnur.
Setzt der Setzer in Buchseiten, so hat er diese auch mit einem Kolumnentitel zu versehen, der ein Toter genannt wird, wenn er nur aus der Seitenzahl besteht, oder ein Lebender, sobald er ein Stichwort oder eine kurze Angabe des Seiteninhalts enthält.
Ist der Satz gut ausgeführt, muss sich die Seite anschließend hantieren lassen, als ob sie nur aus einem Stück bestünde. Die vollendeten Seiten werden entweder bis zur Fertigstellung der für einen Druckbogen erforderlichen Anzahl auf Papierlagen (Porte-pages) aufbewahrt oder gleich auf Bretter (Setzbretter) oder Schließplatten und Schließsteine in einer bestimmten, der Aufeinanderfolge der Seiten entsprechenden Reihenfolge ausgeschossen. Anschließend werden Holz- oder Metallstege um die Seiten gelegt. Ihre Breite entspricht dem unbedruckten Seitenrand sowie der für das Einbinden nötigen Räume (Bund-, Kreuz- und Mittelsteg). Zuletzt werden die Kolumnenschnüre entfernt (die Seiten „aufgelöst“) und die Formen vermittelst eiserner Rahmen entweder mit Eisenschrauben, Holzkeilen und Schrägstegen oder auch mit eigens konstruierten gezahnten Stegen und Keilen etc. geschlossen. Das heißt, sie werden so befestigt, dass die ganze, aus vielen Tausenden von Lettern bestehende Form emporgehoben und in der Presse niedergelegt werden kann, ohne dass ein Buchstabe aus den Seiten fällt.
Das Umbrechen und Schließen und die damit zusammenhängende Unterleitung der Herstellung eines Werkes besorgen indes meistens (bei Zeitungen ist es ausnahmslos der Fall) damit speziell betraute geschickte Setzer, die „Metteurs en pages“. Diese Arbeitsweise, bei welcher der Setzer nur Stücke, die Pakete genannt werden und von denen der Name Paketsetzer stammt, des glatten Satzes unter Weglassung aller Überschriften aus anderer als für den Textsatz verwandter Schrift zu liefern hat, wird „Mise en pages“ genannt. Die leichtere Bestimmung der Reihenfolge der fertigen Bogen erreicht man durch Beifügung einer Ziffer rechts am Fuß der ersten und Wiederholung der gleichen Ziffer nebst Sternchen am Fuß der dritten Seite, der Signatur. Die erste erhält häufig zusätzlich an der linken Seite in kleiner Schrift eine Norm, die in wenigen Worten Titel und Bandzahl eines Werkes anzugeben hat. Die Signaturangabe mit Buchstaben ist in Deutschland außer Brauch, ebenso ist der Kustos, das heißt, das früher an den Schluss einer jeden Seite gestellte erste Wort der nächstfolgenden, weggefallen. Die Formate werden nach der Zahl der Blätter, welche ein Bogen nach dem Zusammenfalzen enthält, benannt: Folio, Quart, Oktav, Duodez, Sedez, Oktodez etc. Heute werden diese Bezeichnungen für die verschiedenen Buchformate nur noch selten benutzt.

### Der Druckvorgang
Der erste Abdruck, welcher von den geschlossenen Formen oder auch von Seiten und Paketen in Schnüren genommen wird, ist der Korrekturabzug. In diesem zeichnet der Korrektor die vom Setzer veranlassten Fehler. Nach deren Berichtigung werden weitere Korrekturabzüge für Verfasser und Verleger hergestellt. Wenn deren Berichtigungen und Änderungen vom Setzer gemacht sind und die Genehmigung zum Druck erteilt ist, wird die richtige Stellung der Seiten überprüft und korrigiert. Nach Erteilung der Imprimatur kann der Druck erfolgen. Diejenige Form, welche die erste und letzte Seite enthält, das heißt die äußere, Prima oder Schöndruckform, wird in der Regel zuerst gedruckt (eingehoben). Die andere wird als innere, Sekunda oder Widerdruckform bezeichnet. Der Druck erfolgt entweder in der Handpresse, kurzweg Presse genannt, in der Tretpresse oder in der Schnellpresse. Schnellpressen für den Akzidenzdruck wurden Akzidenzmaschinen genannt.
Das Papier, mit Ausnahme von Schreibpapier, wird hierfür teils befeuchtet, das heißt in stärkeren oder dünneren Lagen durch Wasser gezogen oder angespritzt, wodurch es geschmeidiger und zur Aufnahme der Druckfarbe geeigneter wird, teils trocken gedruckt und, ist der Druck ein feiner, auch satiniert. Dies gibt ihm die durch das Feuchten verlorene Glätte wieder. In der heutigen Zeit ist das jedoch nicht mehr nötig. Vor dem Druck muss jede Form „zugerichtet“ werden, das heißt, es müssen alle Ungleichheiten im Ausdruck durch Hinzufügung oder Hinwegnahme feiner Papiereinlagen ausgeglichen werden, was meistens sehr zeitraubend ist. Bei feinem Illustrationsdruck sind hohe Anforderungen an die Kunstfertigkeit des Druckers oder Maschinenmeisters bei der Zurichtung gestellt, da selbst der feinste Holzschnitt ohne gute Zurichtung nicht voll zur Geltung kommt. Um einen guten Druck zu erreichen, gehören auch gute Walzen zum Verreiben und Auftragen der Farbe. Sie wurden bis 1940 in den Buchdruckereien selbst entweder aus einer Mischung von Leim und Sirup oder aus Glycerin, Zucker und Gelatine gegossen, jedoch war nach der besseren Verfügbarkeit von Kautschuk kein Bedarf mehr an diesen Verfahren. Generell haben die Walzen bald nach der Erfindung der Schnellpresse die früher zum Auftragen der Farbe gebräuchlichen Ballen aus Rosshaar mit einem Überzug aus Kalb- oder Hundeleder verdrängt.
Der Druck in der Presse, die in der Regel durch zwei Personen bedient wird, erfolgt durch bogenweises Einlegen des Papiers, Zuklappen und Niederlegen von Rähmchen und Deckel, Einfahren des Karrens vermittelst Drehung einer Kurbel, Herüberziehen des Bengels, Wiederausfahren und Auslegen des gedruckten Bogens. Das alles wird von einem der beiden Drucker ausgeführt, während der andere die Farbe verreibt und die Form in der Zeit des Papier-Ein- und Auslegens einschwärzt („aufwalzt“). Die Schnellpresse besorgt alle diese Operationen, mit Ausnahme des Einlegens, selbsttätig. Das Auslegen geschieht bei den meisten Schnellpressen durch einen mechanischen Auslegeapparat. Der Maschinenmeister hat nach erfolgter Zurichtung nur den Gang der Maschine, die Gleichmäßigkeit der Färbung und die Güte des Druckes zu überwachen.

### Nach dem Druck
Die gedruckten Bogen werden, wenn es nicht Zeitungen oder andere sofort abzuliefernde Arbeiten sind, zum Trocknen aufgehängt und dann in Glättpressen gebracht, um die beim Druck entstandenen Unebenheiten des Papiers zu beseitigen.
Die Satzformen werden nach dem Druck zur Entfernung der Druckfarbe mit einer in scharfe Lauge getauchten Bürste gewaschen und mit reinem Wasser abgespült. Wenn sie nicht für weitere Drucke aufzubewahren sind, das heißt zum Stehsatz werden, erhält der Setzer sie zurück zum Auseinandernehmen, Ablegen oder Aufräumen. Er verteilt die Lettern wieder in die ihnen entsprechenden Kastenfächer, oder es werden nur Titel, Überschriften, kurze Zeilen etc. abgelegt, der Satz aber „aufgebunden“, das heißt in handlichen Stücken mit Kolumnenschnüren umwunden und, wenn sie gut abgetrocknet sind, in Papier geschlagen, etikettiert und für späteren Bedarf im Magazin aufbewahrt. Abgenutzte Typen werden als „Zeug“ wieder an die Schriftgießereien zum Umguss verkauft.

## Bedeutung des Buchdruckes

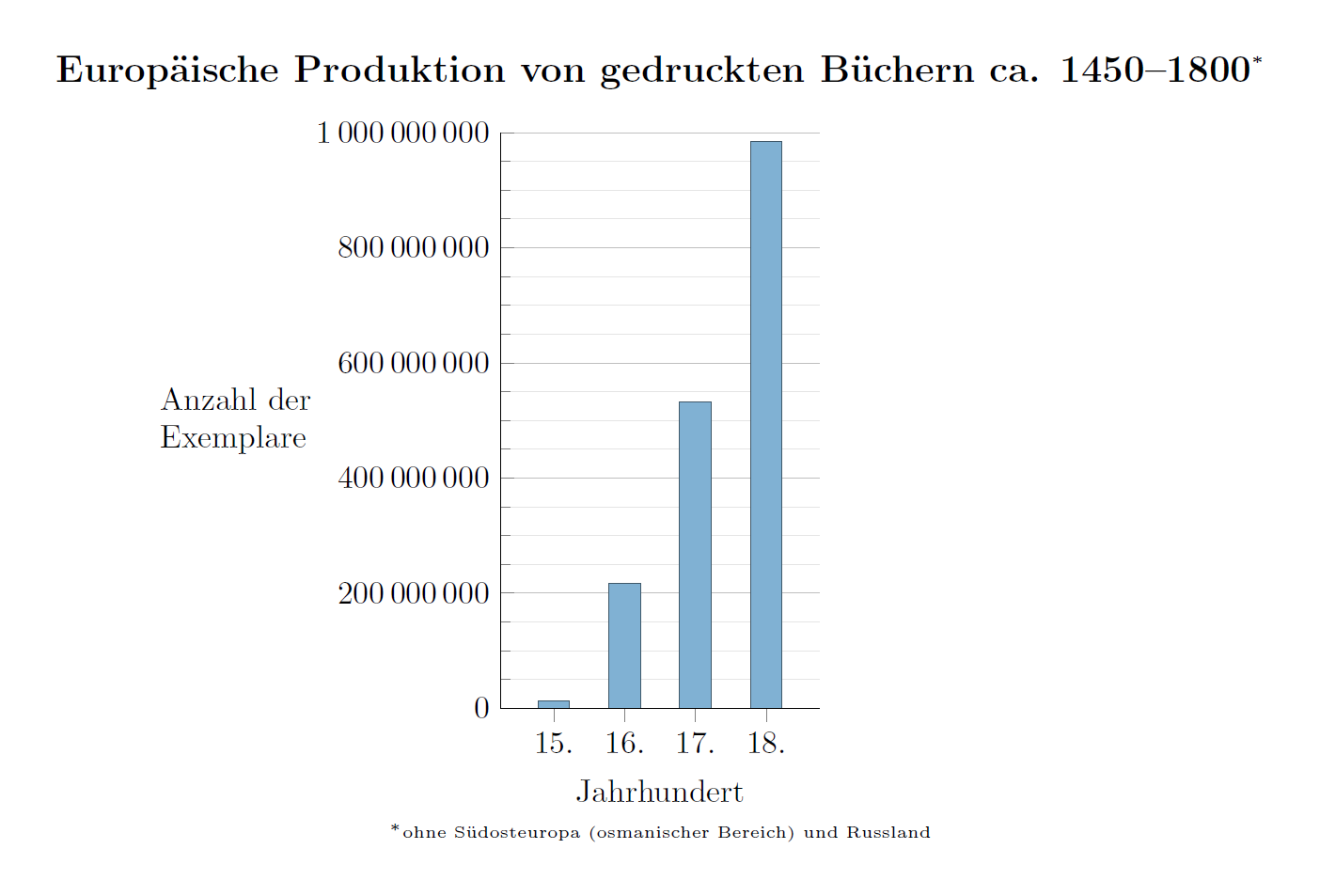
Die Buchdruck-Revolution bewirkte einen steilen Anstieg der europäischen Buchproduktion

Die Erfindung und Etablierung des Letterndrucks war ein bedeutender kulturhistorischer Einschnitt. Vor Gutenberg wurden Bücher in den Skriptorien der Klöster manuell kopiert. Der Buchdruck ermöglichte die Reproduktion von Wissen in einem zuvor nie gekannten Ausmaß. Gedruckte Bücher waren wesentlich preiswerter als handschriftliche Kopien. Kostete eine manuell angefertigte Kopie der Platonischen Dialoge in Venedig vor der Erfindung des Buchdrucks 1 Florin, stellte im Jahr 1483 eine Druckerei für 1.025 Kopien des Werks nur 3 Florin in Rechnung. Dieser drastische Preisverfall führte zu einem wesentlich höheren Umlauf von Schriften. Wissen wurde allgemein zugänglicher. Eine allgemeine Alphabetisierung begann und leitete die humanistische Bildungsrevolution ein. Der Buchdruck schuf die Grundlage der heutigen Wissensgesellschaft und trug entscheidend zur Entfaltung der Wissenschaften bei.
Francis Bacon bemerkte in seinem Novum Organum (1620): „Kein Reich, keine Religion, kein Stern hatte größeren Einfluss auf die menschlichen Angelegenheiten als Buchdruck, Schießpulver und Kompass.“ Georg Christoph Lichtenberg schrieb: „Mehr als das Gold hat das Blei die Welt verändert und mehr als das Blei in der Flinte das Blei im Setzkasten.“
Für Elizabeth L. Eisenstein war der Buchdruck eine „Revolution“. Es habe nur wenige als vergleichbar grundlegend angesehene Meilensteine gegeben, so die Erfindung der Sprache und die Oralität, die Erfindung der alphabetischen Schrift und die Schriftkultur sowie die Erfindung des Computers sowie die Digitalisierung. Martyn Lyons spricht dagegen vom „Mythos Gutenberg“ und bestreitet ausdrücklich, dass Gutenbergs Erfindung revolutionär gewesen sei. Laut dem Mediävisten Hagen Keller kann man „trotz der Veränderungen, die der Buchdruck gebracht hat, die Zeit vom 14. Jahrhundert bis zur Mitte des 17. unter vielen Aspekten als relativ einheitliche Phase betrachten“. Der Mediävist Michael Clanchy hält das Siegel für einen „ebenso wichtigen Schritt in der Geschichte der Schriftlichkeit wie Gutenbergs Buchdruck“, weil das Siegel erstmals eine Möglichkeit darstellte, Schriftstücke zu authentifizieren.
Der Buchdruck leitete eine Demokratisierung der Schaffung und Verbreitung von Informationen ein – schuf aber auch die Grundlagen für einen massiven Ausbau tendenziell freiheitsfeindlicher staatlicher und kirchlicher Bürokratie. Der Buchdruck ermöglichte erstmals die massenhafte Verbreitung von Wissen, Nachrichten und Meinungen frei von Kontrolle durch Kirche und Obrigkeit, was langfristig große gesellschaftliche Umwälzungen beförderte – so war er eine der Triebkräfte für die Epoche der Renaissance sowie für das Zeitalter der Aufklärung, und spielte eine wichtige Rolle beim Aufstieg des Bürgertums. Die Sichtweise, wonach die Buchdrucktechnik revolutionär gewirkt habe, wird von der jüngeren Forschung in Frage gestellt. Als Kontrollmechanismus für die gewonnene Freiheit wurde bald die staatliche Zensur von Druckerzeugnissen und die staatliche Verfolgung unbequemer Publizisten und Drucker eingeführt, deren Überwindung sich heute in modernen Demokratien als Grundsatz der Pressefreiheit manifestiert.